# Rhinolophus bocharicus
Rhinolophus bocharicus (підковик бухарський) — вид рукокрилих родини Підковикові (Rhinolophidae).
Вперше для науки цей вид описали у співавторстві відомі українські зоологи академік Микола Кащенко (1855—1935) та професор Михайло Акімов (1886—1955) у 1917 році.

## Морфологічна характеристика
Вид середнього розміру з довжиною передпліччя від 47 до 53 мм, довжиною хвоста від 22 до 32 мм, довжиною вух від 19 до 24 мм. Спинні частини тіла коричнево-сіруваті, темніші на плечах і білясті в основі волосків, а черевні частини сіро-білуваті. Вуха середньої довжини. Нижня губа має глибоку поздовжню борозенку і дві нечіткі бічні. Хвіст довгий і повністю включений у велику уропатію. Перший верхній премоляр невеликий і розташований за межами альвеолярної лінії.

## Поширення
Країни проживання: Афганістан, Іран, Казахстан, Киргизстан, Таджикистан, Туркменістан, Узбекистан. Поширений в пустельних передгір'ях. 

## Спосіб життя
Мешкає в печерах. Самиці під час вагітності та в період лактації утворюють колонії окремо від самців. Зазвичай ці колонії досягають кількох сотень осіб. Зимують у глибоких печерах. Полює в сутінках, літають низько над землею, харчуються в основному метеликами, іноді на жуками та іншими комахами.

## Загрози та охорона
Втрата середовища проживання становить деяку загрозу.